# Faussergues
Faussergues är en kommun i departementet Tarn i regionen Occitanien i södra Frankrike. Kommunen ligger i kantonen Valence-d'Albigeois som tillhör arrondissementet Albi. År 2022 hade Faussergues 137 invånare.

## Befolkningsutveckling
Antalet invånare i kommunen Faussergues
| Referens: INSEE |